# Adolfo Consolini
Adolfo Consolini (* 5. Januar 1917 in Costermano, Verona; † 20. Dezember 1969 in Mailand) war ein italienischer Leichtathlet, der in den 1940er- und 1950er-Jahren zur Weltspitze im Diskuswurf gehörte. Der 1,80 m große und 105 kg schwere Athlet verbesserte dreimal den Weltrekord und konnte bei fünf Europameisterschaften und vier Olympischen Spielen insgesamt vier Gold- und eine Silbermedaille gewinnen.

## Werdegang
Adolfo Consolini war Sohn eines Bauern. Nach dem Abschluss der Grundschule arbeitete er in der elterlichen Landwirtschaft mit. Im Alter von zwölf Jahren begann er mit der Leichtathletik. Als er sich an einem Wettkampf im Steinweitwurf beteiligte, wurde der Leiter des örtlichen Sportvereins auf ihn aufmerksam. Um den begabten Jungen zu fördern, verschaffte er ihm einen Job als Handlanger, der ihm genügend Zeit für ein systematisches Training ließ. Adolfo Consolinis erster offizieller Wettkampf waren die italienischen Jugendmeisterschaften 1937, bei denen er auf Anhieb den Titel holte. Zwei Jahre später gewann er den ersten von insgesamt 15 Landesmeistertiteln, nachdem er bereits 1938 bei seinen ersten Europameisterschaften einen beachtlichen fünften Platz belegt hatte.
Der Krieg unterbrach seine Karriere nicht. Im Herbst 1941 warf er einen Weltrekord, der fünf Jahre lang Bestand hatte, bis er ihn im ersten Nachkriegsjahr selbst verbesserte und damit als Favorit für die Europameisterschaften in Oslo galt. Dort siegte er überlegen mit fast drei Metern Vorsprung vor dem Zweitplatzierten, seinem Landsmann Giuseppe Tosi. Zwei Jahre später, bei den Olympischen Spielen 1948 in London, lautete die Reihenfolge genauso: Consolini gewann Gold und Tosi Silber. Auf ihre Nationalhymne mussten die beiden Italiener jedoch verzichten, da die Schallplatte mit der berühmten Mameli-Hymne (Inno di Mameli) abhandengekommen war.
In den 1950er Jahren konnte Adolfo Consolini noch zwei weitere Europameistertitel sowie olympisches Silber gewinnen. 1960 in Rom sprach er den olympischen Eid. Anschließend nahm der inzwischen 43-jährige, der kurz zuvor noch italienischer Meister geworden war, an den Wettkämpfen teil und platzierte sich ehrenvoll als Siebzehnter – mit einer Weite, die nur wenige Zentimeter unter seiner Siegesweite vor zwölf Jahren in London lag.

## Leistungen

### Titel und Platzierungen
- Europameisterschaften 1938 in Paris: Fünfter mit 48,02 m (Siegesweite des Deutschen Willy Schröder: 49,70 m)
- Europameisterschaften 1946 in Oslo: GOLD mit 53,23 m vor seinem Landsmann Giuseppe Tosi mit 50,39 m und dem Finnen Veikko Nyqvist mit 48,14 m
- XIV. Olympische Spiele 1948 in London: GOLD mit 52,78 m vor seinem Landsmann Giuseppe Tosi mit 51,78 m und dem Amerikaner Fortune Gordien mit 50,77 m.
- Europameisterschaften 1950 in Brüssel: GOLD mit 53,75 m vor seinem Landsmann Giuseppe Tosi mit 52,31 m und dem Finnen Olli Partanen mit 48,69 m
- XV. Olympische Spiele 1952 in Helsinki: SILBER mit 53,78 m hinter Sim Iness mit 55,03 m und vor James Dillion mit 53,28 m, beide USA
- Europameisterschaften 1954 in Bern: GOLD mit 53,44 m vor seinem Landsmann Giuseppe Tosi mit 52,34 m und dem Ungarn József Szécsényi mit 51,88 m
- XVI. Olympische Spiele 1956 in Melbourne: Sechster mit 52,21 m (Siegesweite des Amerikaners Al Oerter: 56,36 m)
- Europameisterschaften 1958 in Stockholm: Sechster mit 53,05 m (Siegesweite des Polen Edmund Piątkowski: 53,92 m)
- XVII. Olympische Spiele 1960 in Rom: Siebzehnter mit 52,44 m (Siegesweite des Amerikaners Al Oerter: 59,18 m)

### Weltrekorde
- 53,34 m am 26. Oktober 1941 in Mailand
- 54,23 m am 14. April 1946 in Mailand (zwei Monate später von dem Amerikaner Bob Fitch verbessert)
- 55,33 m am 10. Oktober 1948 in Mailand (im darauffolgenden Jahr von dem Amerikaner Fortune Gordien verbessert)